# Clásica Jaén Paraiso Interior 2022
La Clásica Jaén Paraiso Interior 2022, prima edizione della corsa e valevole come evento dell'UCI Europe Tour 2022 categoria 1.1, si svolse il 14 febbraio 2022 su un percorso di 187,8 km, con partenza da Baeza e arrivo a Úbeda, in Spagna. La vittoria andò al kazako Aleksej Lucenko, il quale completò il percorso in 4h49'12", alla media di 38,963 km/h, precedendo i belgi Tim Wellens e Loïc Vliegen.
Sul traguardo di Úbeda 44 ciclisti, dei 117 partiti da Baeza, portarono a termine la competizione.

## Squadre e corridori partecipanti
| N.    | Cod. | Squadra                  |
| ----- | ---- | ------------------------ |
| 1-7   | MOV  | Movistar Team            |
| 11-17 | AST  | Astana Qazaqstan Team    |
| 22-26 | BOH  | Bora-Hansgrohe           |
| 31-37 | EFE  | EF Education-EasyPost    |
| 41-47 | LTS  | Lotto Soudal             |
| 51-56 | IWG  | Intermarché-Wanty-Gobert |
| 61-67 | CJR  | Caja Rural-Seguros RGA   |
| 71-77 | EKP  | Equipo Kern Pharma       |
| 81-87 | EUS  | Euskaltel-Euskadi        |

| N.      | Cod. | Squadra                         |
| ------- | ---- | ------------------------------- |
| 91-97   | BBH  | Burgos-BH                       |
| 101-106 | EOK  | Eolo-Kometa Cycling Team        |
| 111-117 | DRA  | Drone Hopper-Androni Giocattoli |
| 121-127 | ARK  | Team Arkéa-Samsic               |
| 131-136 | BBK  | B&B Hotels-KTM                  |
| 141-147 | BWB  | Bingoal Pauwels Sauces WB       |
| 151-157 | SVB  | Sport Vlaanderen-Baloise        |
| 162-167 | HPM  | Human Powered Health            |
| 171-177 | MAN  | Manuela Fundación Continental   |

## Ordine d'arrivo (Top 10)
| Pos. | Corridore       | Squadra     | Tempo    |
| ---- | --------------- | ----------- | -------- |
| 1    | Aleksej Lucenko | Astana      | 4h49'12" |
| 2    | Tim Wellens     | Lotto       | a 53"    |
| 3    | Loïc Vliegen    | Intermarché | a 57"    |
| 4    | Lennard Kämna   | Bora        | a 1'16"  |
| 5    | Connor Swift    | Arkéa       | a 1'28"  |
| 6    | Jai Hindley     | Bora        | a 1'54"  |
| 7    | Warren Barguil  | Arkéa       | s.t.     |
| 8    | Steff Cras      | Lotto       | s.t.     |
| 9    | Andreas Kron    | Lotto       | s.t.     |
| 10   | Jonathan Hivert | B&B         | s.t.     |